# Genyochromis mento
Genyochromis mento è l'unico membro conosciuto del genere Genyochromis. È una specie di ciclidi haplochromini endemica del Lago Malawi nell'Africa Orientale. È particolare la sua abitudine di mordere le pinne di altri pesci e di nutrirsi di scaglie. Può raggiungere una lunghezza totale di 12.6 centimetri. Viene anche utilizzata come specie da acquario.